# 平乐县
平乐县（邮政式拼音：Pinglo）是中国广西壮族自治区桂林市辖县。位于桂林市南部、桂江上游。面积1919.34平方公里，县人民政府驻平乐镇。

## 行政区划
平乐县下辖6个镇、3个乡、1个民族乡：
平乐镇、二塘镇、沙子镇、同安镇、张家镇、源头镇、阳安乡、青龙乡、桥亭乡和大发瑶族乡。

## 人口民族
根據第七次人口普查數據，截至2020年11月1日零時，平樂縣常住人口為340921人。
全縣總人口42.57万（2002年），其中瑶、壮、回、苗、侗等少数民族人口占17.58％。

## 交通
- 包茂高速、 汕昆高速、  贺西高速、 241国道、 323国道过境。